# Salce (Zamora)

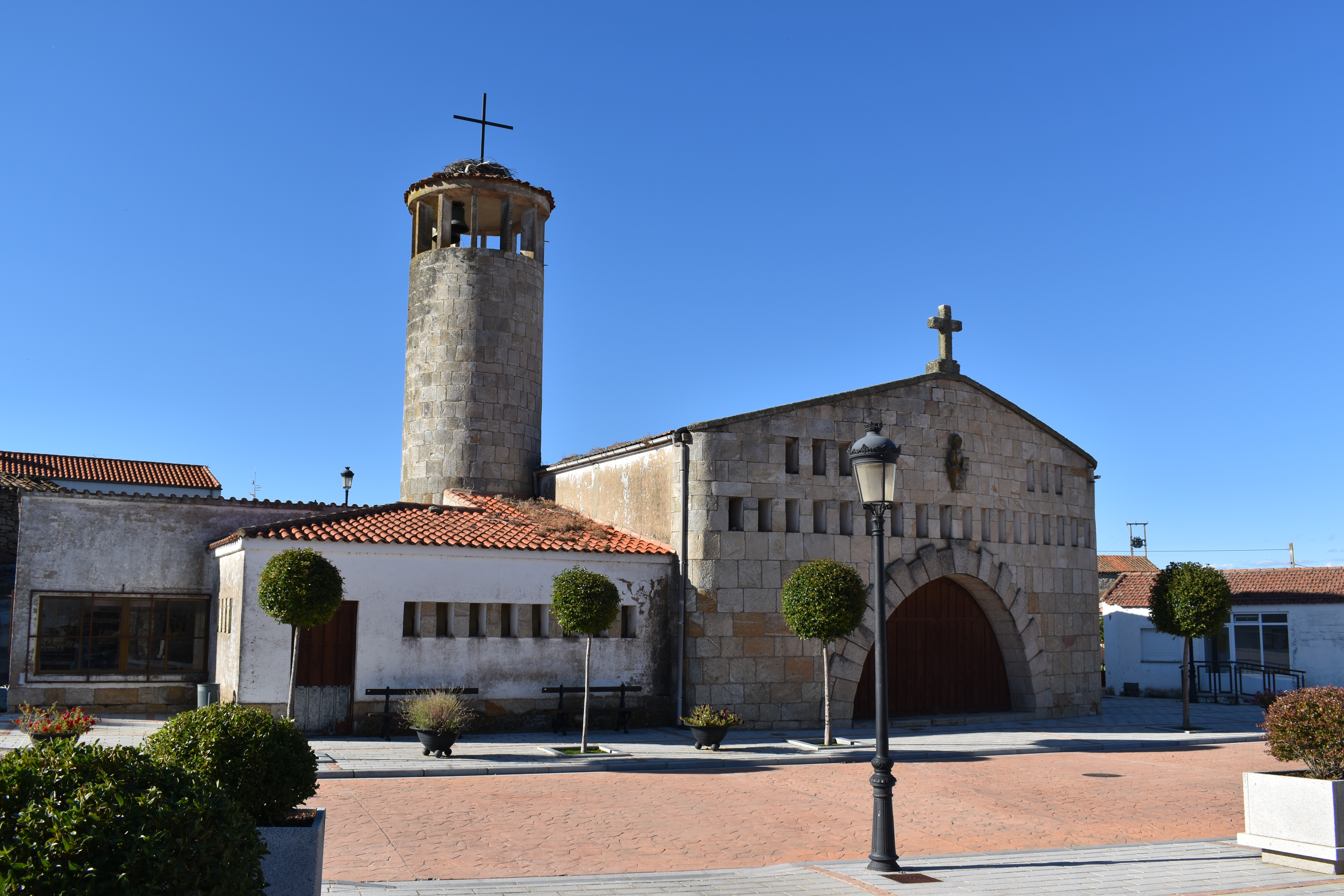
Iglesia nueva de San Miguel

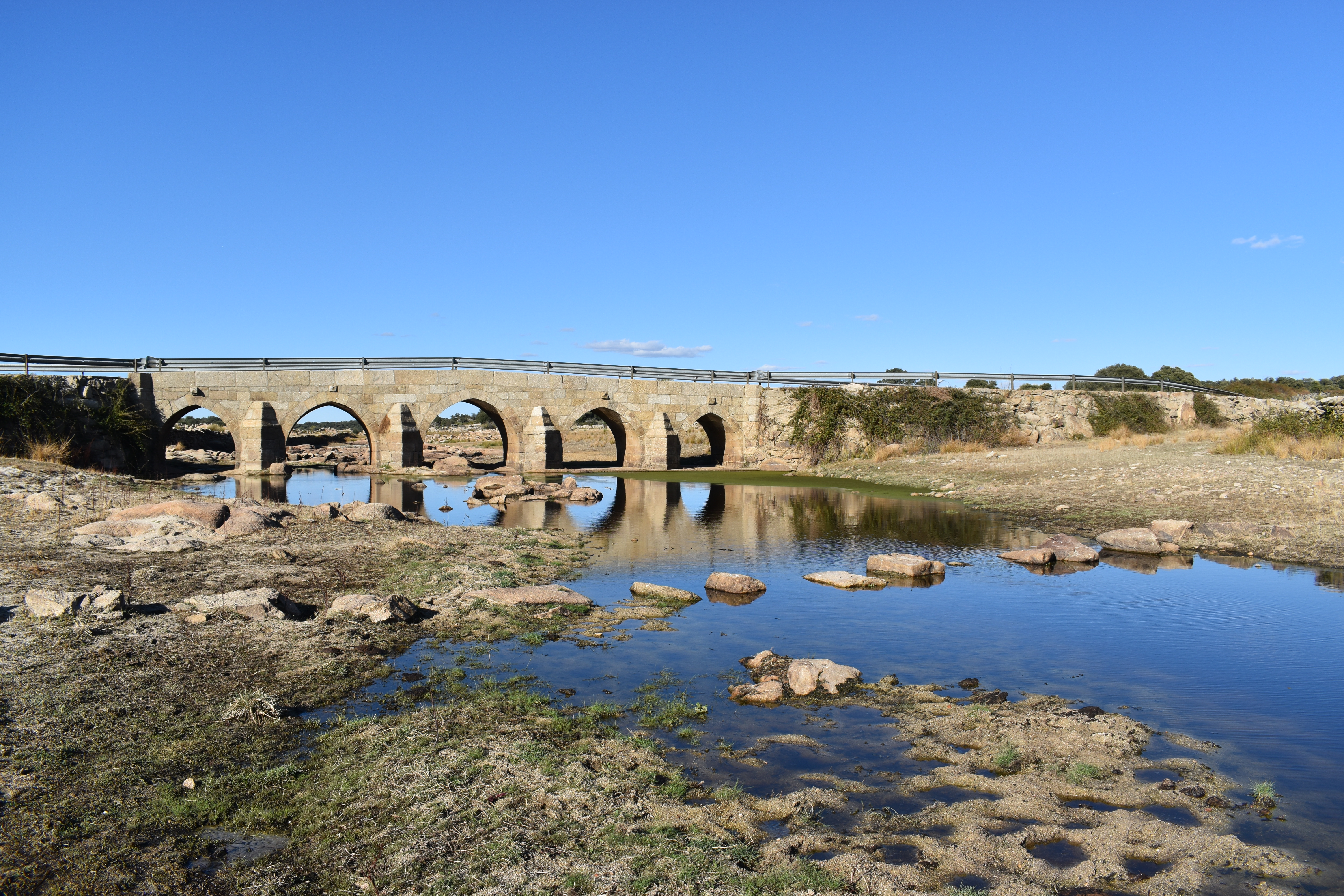
Puente de la rivera de Suelgas

Salce es un municipio y localidad española de la provincia de Zamora, en la comunidad autónoma de Castilla y León.

## Topónimo
El origen de su nombre parece remontarse a épocas de la Alta Edad Media. Así, el topónimo Salce hace referencia al árbol del sauce, algo que ocurre frecuentemente en la terminología de los pueblos sayagueses (Carbellino de carballo o roble; Luelmo de olmo; Fresno y Fresnadillo de fresno; Almeida de álamo; Moral, Moralina y Moraleja de moral; Figueruela de higuera). Y es que durante la Edad Media en el área leonesa fue bastante común el empleo de nombres de árboles o plantas para denominar las localidades que se fueron fundando, como por ejemplo las de Cerezal de Peñahorcada, Cerezal de Aliste, Saucelle, El Manzano, Carbajales de Alba, La Alameda, Manzanal del Barco, Fresnedo, etc.
De este modo, llama la atención el paralelismo existente entre el topónimo de esta localidad y el de Salce, localidad pedánea del municipio de Riello, en la provincia de León. También procederían de este árbol los nombres de las localidades de Saucelle o Sancedo (originalmente denominado Salcedo).

## Historia
La ubicación de su término, en las cercanías de los ríos Duero y Tormes, y la profusión de rocas, hicieron de este territorio un lugar propicio para el asentamiento de familias y ganados. Así lo muestran las evidencias del antiguo castro de Salce, que fue uno de los primeros asentamientos humanos en la comarca de Sayago. No obstante, también se ha señalado que el origen de la actual localidad podría ser el antiguo despoblado de San Juan, en la dehesa del Cuartico, donde se han encontrado puntas de flecha, una estela romana dedicada a Cloutina y la cabeza labrada en piedra representando tal vez un demonio.
Posteriormente, ya en la Edad Media, los reyes de León repoblaron el área de Sayago creando algunas de sus poblaciones, entre las que podría estar Salce. Así, en los primeros documentos conservados esta localidad aparece como El Sauze o El Salçe, siendo por tanto un topónimo relacionado con la repoblación, posiblemente por gentes originarias de Galicia o del norte de Portugal.
Perteneció a la cuadrilla de Almeida, que era una de las cuatro en que se dividía el antiguo partido de Sayago dentro de la jurisdicción de la ciudad de Zamora.
Ya en el siglo XIX, con la creación de las actuales provincias en 1833, Salce quedó integrado en la provincia de Zamora, dentro de la Región Leonesa, la cual, como todas las regiones españolas de la época, carecía de competencias administrativas o ejecutivas, teniendo un mero carácter clasificatorio. Por otro lado, fue una de las localidades que formó parte del partido judicial de Bermillo de Sayago hasta su desaparición e integración en el de Zamora a mediados del siglo XX.
A finales de la década de los sesenta del siglo XX, Salce vivió uno de sus momentos más críticos cuando estuvo a punto de desaparecer tras la construcción de la presa de Almendra. En 1970 las aguas del pantano anegaron el tramo final de la rivera de las Suelgas, llegando incluso hasta las propias casas y a la antigua iglesia que como consecuencia fue definitivamente desalojada, siendo el motivo de que en la actualidad esté abandonada a su suerte, mostrando desolada sus descarnados arcos. Aun así, finalmente Salce se salvó, pero la presa hizo desaparecer bajo sus aguas la vecina localidad de Argusino.
Tras la constitución de 1978, Salce pasó a formar parte en 1983 de la comunidad autónoma de Castilla y León, en tanto municipio adscrito a la provincia de Zamora.

## Geografía humana

### Demografía
Cuenta con una población de 85 habitantes (INE 2024).
| Gráfica de evolución demográfica de Salce entre 1842 y 2021                                                           |
| |
| Población de derecho según los censos de población del INE. Población de hecho según los censos de población del INE. |

## Símbolos
El pleno del Ayuntamiento de Salce, en sesión celebrada el día 19 de diciembre de 2008, acordó aprobar el escudo heráldico y la bandera municipal, con la siguiente descripción:
- Escudo partido y entado en punta 1.º de gules cruz completa de plata, 2.º de plata encina arrancada de sinople entada en punto de sinople con puente de plata de cinco ojos mazonado de sable sobre ondas de azur y plata al timbre corona real cerrada.
- Bandera rectangular de proporciones 2:3 formada por un paño blanco con una cruz completa roja centrada teniendo en el cantón superior del asta y en el inferior del batiente una encina verde arrancada y en los otros dos una franja ondada azul horizontal y centrada.

## Cultura

### Patrimonio
- Antigua iglesia de San Miguel Arcángel. Data del siglo XVI, estando situada prácticamente a ras de las aguas de la presa de Almendra. Actualmente está habilitada como edificio cultural, careciendo de culto.

- Iglesia nueva. De reciente construcción es de estilo vanguardista, con una fachada curvada con una escultura y una torre cilíndrica con escalera de caracol.

- Puente de piedra de la rivera de Suelgas. Data de 1527, siendo construido para facilitar las comunicaciones entre Ledesma y Fermoselle.

- Ermita del Humilladero. Actualmente en ruinas, antiguamente guardaba en su interior una imagen de Cristo que se veneraba en la misma, como recogía Madoz en el siglo XIX.

- Cruceros. Son varias las que jalonan la localidad, como la Cruz del Encuentro, la de Peñagorda o la de la Salve.

- Fuentes. Destaca entre ellas la Fuente Pelayo, de origen romano, si bien el municipio posee muchas más fuentes diseminadas por su término, como las de Labayo, Lavallinos, Valdemidina, la Divisina, la Broyal o Valcarrasco entre otras.

- Presa de Almendra. Baña la localidad, que queda junto a las aguas, ofreciendo unas preciosas vistas y anegando los huertos de la parte baja del pueblo cuando está llena.

### Fiestas
- Ofertorio a la Virgen del Rosario (último domingo de septiembre).
- Fiesta de Santa Bárbara (4 de diciembre).